# XXVII век
XXVII (два́дцать седьмо́й) век  по григорианскому календарю — век с 1 января 2601 года по 31 декабря 2700 года. Это 7-й век 3-го тысячелетия.  Он наступит через 576 лет.

## Ожидаемые астрономические события
- 16 декабря, 2603 год. Прохождение Венеры по диску Солнца[1].
- 13 мая, 2608 год. Касательный транзит Меркурия по диску Солнца.
- 13 декабря, 2611 год. Частичное прохождение Венеры по диску Солнца[2].
- 16 февраля, 2649 год. В 11:17 (UTC) Венера покроет планету Нептун.
- 2626—2627 годы. Тройное соединение Марс — Сатурн.
- 2629 год. Тройное соединение Марс — Сатурн.
- 2655—2656 год. Тройное соединение Юпитер — Сатурн.
- 2663 год. Тройное соединение Марс — Сатурн.
- 2699—2700 год. Тройное соединение Марс-Юпитер, Марс-Нептун и Юпитер-Нептун.